# Вільчанка
Вільчанка (пол. Wilczanka) — село в Польщі, у гміні Жижин Пулавського повіту Люблінського воєводства.
Населення — 280 осіб (2011).

## Демографія
Демографічна структура станом на 31 березня 2011 року:
|          | Загалом | Допрацездатний вік | Працездатний вік | Постпрацездатний вік |
| -------- | ------- | ------------------ | ---------------- | -------------------- |
| Чоловіки | 149     | 36                 | 97               | 16                   |
| Жінки    | 131     | 25                 | 70               | 36                   |
| Разом    | 280     | 61                 | 167              | 52                   |